# Monte de las Bienaventuranzas
Monte de las Bienaventuranzas es el nombre que recibe una colina en el norte de Israel, en el que, según la tradición, Jesús pronunció el Sermón de la Montaña.
El lugar tradicional para el Monte de las Bienaventuranzas está en la orilla noroeste del Mar de Galilea, entre Cafarnaúm y Genesaret (Ginosar). La ubicación exacta del Sermón de la Montaña es incierta, pero el sitio actual (alternativamente conocido como el Monte Eremos) ha conmemorado el hecho desde hace más de 1600 años. El sitio está muy cerca de Tabgha. Otros lugares sugeridos han incluido el cercano Monte Arbel, o incluso los Cuernos de Hattin.

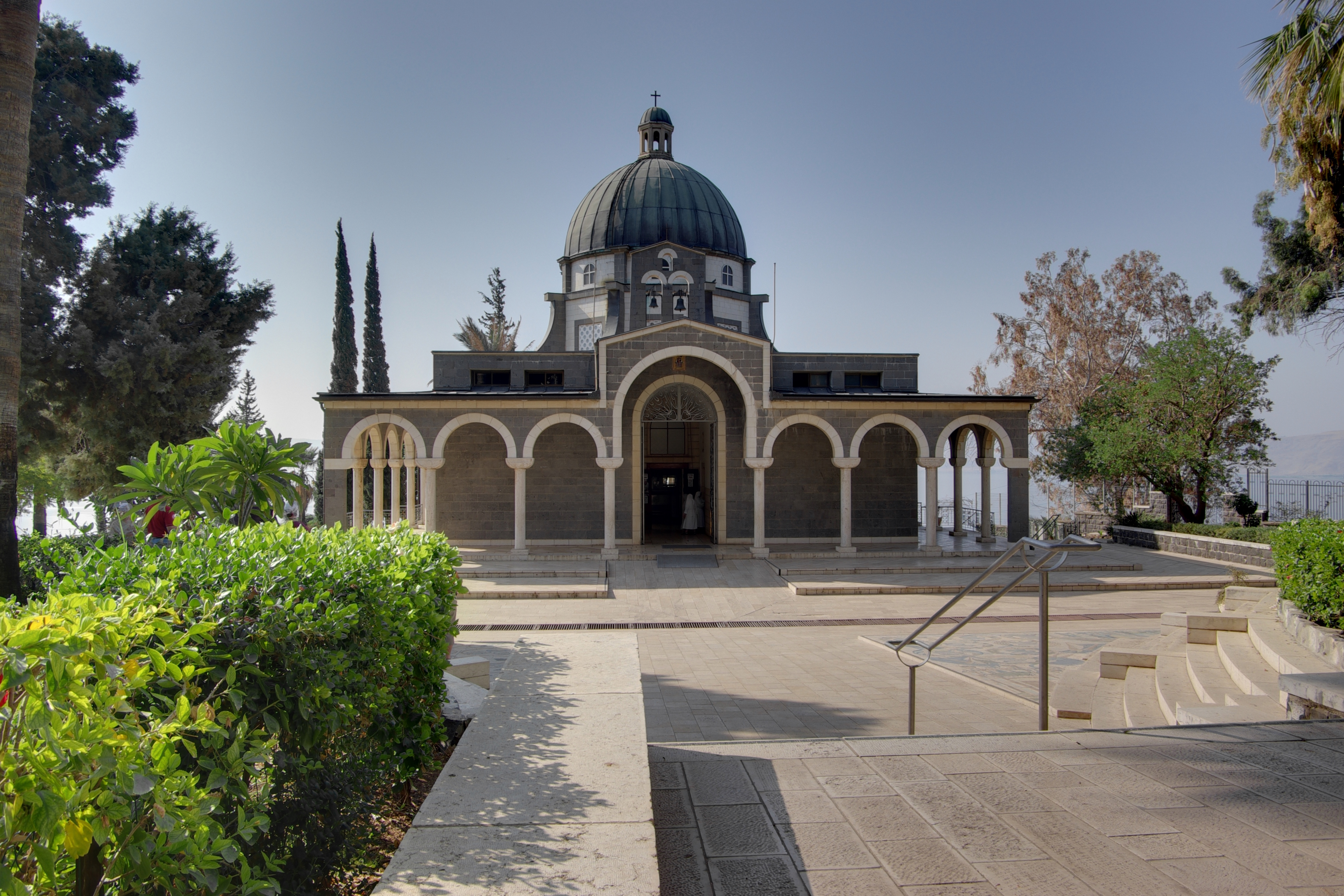
Iglesia católica en el Monte de las Binaventuranzas.

Una iglesia cristiana bizantina fue erigida cerca del sitio actual en el siglo cuarto, y fue utilizado hasta el siglo VII. Los restos de una cisterna y un monasterio son todavía visibles. La actual capilla cristiana es católica y fue construida en 1938.